# Idrobiotite
L'idrobiotite è un minerale.